# Franco Varrella
Franco Varrella (Rimini, 25 gennaio 1953) è un allenatore di calcio ed ex calciatore italiano, di ruolo attaccante.

## Carriera

### Giocatore
Comincia nelle giovanili del Bellaria Igea Marina. Nel 1968 giocò nelle giovanili della Juventus vestendo la maglia bianconera per tre anni, senza poi riuscire ad affermarsi nel grande calcio. Dal 1972 al 1974 gioca con il Rimini in Serie C. Successivamente ha giocato nell'Urbino Calcio, Montecchio Calcio e nella Jesina, prima di abbandonare l'attività per dedicarsi all'insegnamento dell'Educazione Fisica.

### Allenatore
Dopo essersi Diplomato con lode all'ISEF di Urbino con una Tesi sul "Calcio: uno sport educativo", iniziò la carriera di allenatore nel corso degli anni ottanta, alla guida di formazioni dilettantistiche dell'Emilia-Romagna quali l'A.C. Bellaria Igea Marina e l'A.C. Costa del Sole. Approda nella U.S. Santarcangiolese (Campionato Interregionale, il massimo livello dilettantistico dell'epoca) e successivamente al mondo professionistico nel Forlì (C2 1986-87). Nel 1993 ottiene la licenza di Allenatore di 1ª Categoria (UEFA PRO) con una tesi sul "Pressing: dove, come, quando, perché".
Dal gennaio 1995 al dicembre 1996 è stato il vice di Arrigo Sacchi nella nazionale italiana che partecipò anche agli europei in Inghilterra.
In Serie B ha allenato Brescia, Reggiana, Salernitana (dove sostituì sia Franco Colomba sia, in un secondo momento, Zdeněk Zeman), Savoia. A cavallo delle esperienze in Serie B, Ha allenato in C1 il Monza, il Nola, la Casertana. Nella 2000-2001 fu promosso in Serie C1 con il Padova.
Dopo un'esperienza al Bellaria Igea Marina, in Serie C2, ritornò in Serie B con la Triestina. Il 3 dicembre 2007 è stato ingaggiato dal Ravenna, dove è chiamato a sostituire l'esonerato Dino Pagliari. Viene esonerato il 14 gennaio 2008 per poi rientrare il 7 aprile 2008 avvicendando nuovamente Pagliari. Nell'estate 2008 ha assunto la guida del San Marino, ma ad ottobre viene sostituito da Mario Petrone.
Diventa in seguito responsabile della Scuola Calcio Ferruccio Giovanardi di Bellaria Igea Marina e collabora con la FIGC come docente presso la Scuola Allenatori FIGC di Coverciano per la formazione di aspiranti allenatori nei corsi UEFA. Il 15 gennaio 2018 viene ufficializzato come nuovo selezionatore della nazionale sammarinese. Partecipa con la nazionale alla neonata UEFA Nations League 2018-19 . Nella competizione, viene inserita nella fascia D; perde due volte con Lussemburgo, Moldavia e Bielorussia, subendo 16 gol e senza andare a segno. Nella successiva  UEFA Nations League 2020-21 la nazionale sammarinese è inserita nel gruppo D2, insieme a Liechtenstein e Gibilterra, poi vincitrice del girone. Perde due partite ma ne pareggia altrettante, pure consecutive, interrompendo la striscia di sconfitte e riuscendo ad ottenere 2 punti storici. Nelle qualificazioni UEFA al Mondiale 2022 viene inserita nel gruppo con Inghilterra, Ungheria, Polonia, Albania e Andorra. Il 24 novembre 2021, con un comunicato, la federcalcio sammarinese annuncia il termine del mandato come commissario tecnico della nazionale.
È riconosciuto nel mondo calcistico come allenatore che ha contribuito alla formazione professionale di molti giovani atleti che si sono poi distinti in ambito nazionale. Ha fatto esordire e affermare giocatori come Maurizio Neri, Eugenio Corini, Luca Luzardi, Edoardo Bortolotti, Filippo Masolini, Paolo Ziliani, Gigi Di Biagio, Anselmo Robbiati, Michele Serena, Michele Brambilla, Cristian Molinaro, Cristiano Zanetti, Elvis Abbruscato, Simone Confalone, Federico Piovaccari e molti altri.
Dirigente
Nel settembre 2005 è nominato DG, mentre il 7 settembre 2024 diventa presidente del Bellaria Igea Marina.

## Statistiche

### Statistiche da allenatore
| Stagione                    | Squadra                     | Campionato                  | Campionato | Campionato | Campionato | Campionato | Coppe nazionali | Coppe nazionali | Coppe nazionali | Coppe nazionali | Coppe nazionali | Coppe continentali | Coppe continentali | Coppe continentali | Coppe continentali | Coppe continentali | Altre coppe | Altre coppe | Altre coppe | Altre coppe | Altre coppe | Totale | Totale | Totale | Totale | % Vittorie | Piazzamento               |
| Stagione                    | Squadra                     | Comp                        | G          | V          | N          | P          | Comp            | G               | V               | N               | P               | Comp               | G                  | V                  | N                  | P                  | Comp        | G           | V           | N           | P           | G      | V      | N      | P      | %          | Piazzamento               |
| --------------------------- | --------------------------- | --------------------------- | ---------- | ---------- | ---------- | ---------- | --------------- | --------------- | --------------- | --------------- | --------------- | ------------------ | ------------------ | ------------------ | ------------------ | ------------------ | ----------- | ----------- | ----------- | ----------- | ----------- | ------ | ------ | ------ | ------ | ---------- | ------------------------- |
| 1984-1985                   | Bellaria Igea Marina        | Prom.                       | 30         | 18         | 7          | 5          |                 | -               | -               | -               | -               | -                  | -                  | -                  | -                  | -                  | -           | -           | -           | -           | -           | 30     | 18     | 7      | 5      | 60,00      | 2º                        |
| 1985-1986                   | Santarcangelo               | Int.                        | 30         | 12         | 13         | 5          | CI-Dil.         | ?               | ?               | ?               | ?               | -                  | -                  | -                  | -                  | -                  | -           | -           | -           | -           | -           | 30     | 12     | 13     | 5      | 40,00      | 4º                        |
| 1986-1987                   | Forlì                       | C2                          | 34         | 8          | 15         | 11         | CI-C            | 6               | 0               | 3               | 3               | -                  | -                  | -                  | -                  | -                  | -           | -           | -           | -           | -           | 40     | 8      | 18     | 14     | 20,00      | 12º                       |
| 1987-1988                   | San Lazzaro                 | Int.                        | 30         | 5          | 14         | 11         | CI-Dil.         | ?               | ?               | ?               | ?               | -                  | -                  | -                  | -                  | -                  | -           | -           | -           | -           | -           | 30     | 5      | 14     | 11     | 16,67      | 15º (retr.)               |
| 1988-1989                   | Forlì                       | C2                          | 34         | 10         | 16         | 8          | CI-C            | 6               | 2               | 3               | 1               | -                  | -                  | -                  | -                  | -                  | -           | -           | -           | -           | -           | 40     | 12     | 19     | 9      | 30,00      | 5º                        |
| 1989-1990                   | Brescia                     | B                           | 38         | 10         | 17         | 11         | CI              | 1               | 0               | 0               | 1               | -                  | -                  | -                  | -                  | -                  | -           | -           | -           | -           | -           | 39     | 10     | 17     | 12     | 25,64      | 10º                       |
| 1990-apr. 1991              | Monza                       | C1                          | 28         | 9          | 13         | 6          | CI+CI-C         | 4+8             | 1+4             | 0+3             | 3+1             | -                  | -                  | -                  | -                  | -                  | -           | -           | -           | -           | -           | 40     | 14     | 16     | 10     | 35,00      | Eson.                     |
| 1991-1992                   | Nola                        | C1                          | 34         | 8          | 17         | 9          | CI-C            | 8               | 3               | 3               | 2               | -                  | -                  | -                  | -                  | -                  | -           | -           | -           | -           | -           | 42     | 11     | 20     | 11     | 26,19      | 10º                       |
| 1992-feb. 1993              | Casertana                   | C1                          | 22         | 7          | 10         | 5          | CI+CI-C         | 1+5             | 0+3             | 0+1             | 1+1             | -                  | -                  | -                  | -                  | -                  | -           | -           | -           | -           | -           | 28     | 10     | 11     | 7      | 35,71      | Eson.                     |
| 1993-1994                   | Forlì                       | C2                          | 34         | 14         | 11         | 9          | CI-C            | 4               | 0               | 3               | 1               | -                  | -                  | -                  | -                  | -                  | -           | -           | -           | -           | -           | 38     | 14     | 14     | 10     | 36,84      | 5º                        |
| 1994-mar. 1995              | Forlì                       | C2                          | 23         | 7          | 5          | 11         | CI-C            | 9               | 6               | 3               | 0               | -                  | -                  | -                  | -                  | -                  | -           | -           | -           | -           | -           | 32     | 13     | 8      | 11     | 40,63      | Eson.                     |
| Totale Forlì                | Totale Forlì                | Totale Forlì                | 125        | 39         | 47         | 39         |                 | 25              | 8               | 12              | 5               |                    |                    |                    |                    |                    |             |             |             |             |             | 150    | 47     | 59     | 44     | 31,33      |                           |
| feb.-giu. 1997              | Salernitana                 | B                           | 19         | 5          | 8          | 6          | CI              | -               | -               | -               | -               | -                  | -                  | -                  | -                  | -                  | -           | -           | -           | -           | -           | 19     | 5      | 8      | 6      | 26,32      | Sub., 15º                 |
| ott. 1997-1998              | Reggiana                    | B                           | 30         | 11         | 9          | 10         | CI              | -               | -               | -               | -               | -                  | -                  | -                  | -                  | -                  | -           | -           | -           | -           | -           | 30     | 11     | 9      | 10     | 36,67      | Sub., 11º                 |
| 1998-1999                   | Reggiana                    | B                           | 16         | 3          | 6          | 7          | CI              | 2               | 1               | 0               | 1               | -                  | -                  | -                  | -                  | -                  | -           | -           | -           | -           | -           | 18     | 4      | 6      | 8      | 22,22      | Eson., Sub., 17º (retr.)  |
| Totale Reggiana             | Totale Reggiana             | Totale Reggiana             | 46         | 14         | 15         | 17         |                 | 2               | 1               | 0               | 1               |                    |                    |                    |                    |                    |             |             |             |             |             | 48     | 15     | 15     | 18     | 31,25      |                           |
| dic. 1999-2000              | Savoia                      | B                           | 22         | 4          | 5          | 13         | CI              | -               | -               | -               | -               | -                  | -                  | -                  | -                  | -                  | -           | -           | -           | -           | -           | 22     | 4      | 5      | 13     | 18,18      | Sub., Eson.               |
| 2000-2001                   | Padova                      | C2                          | 34         | 20         | 9          | 5          | CI-C            | 4               | 1               | 2               | 1               | -                  | -                  | -                  | -                  | -                  | -           | -           | -           | -           | -           | 38     | 21     | 11     | 6      | 55,26      | 1º (prom.)                |
| lug.-nov. 2001              | Padova                      | C1                          | 10         | 0          | 5          | 5          | CI-C            | 4               | 1               | 1               | 2               | -                  | -                  | -                  | -                  | -                  | -           | -           | -           | -           | -           | 14     | 1      | 6      | 7      | &7,14      | Eson.                     |
| Totale Padova               | Totale Padova               | Totale Padova               | 44         | 20         | 14         | 10         |                 | 8               | 2               | 3               | 3               |                    |                    |                    |                    |                    |             |             |             |             |             | 52     | 22     | 17     | 13     | 42,31      |                           |
| dic. 2002-2003              | Salernitana                 | B                           | 22         | 1          | 8          | 13         | CI              | -               | -               | -               | -               | -                  | -                  | -                  | -                  | -                  | -           | -           | -           | -           | -           | 22     | 1      | 8      | 13     | &4,55      | Sub., 20º, (retr.)        |
| Totale Salernitana          | Totale Salernitana          | Totale Salernitana          | 41         | 6          | 16         | 19         |                 | -               | -               | -               | -               |                    |                    |                    |                    |                    |             |             |             |             |             | 41     | 6      | 16     | 19     | 14,63      |                           |
| 2004-2005                   | Bellaria Igea Marina        | C2                          | 38         | 12         | 9          | 17         | CI-C            | 4               | 0               | 2               | 2               | -                  | -                  | -                  | -                  | -                  | -           | -           | -           | -           | -           | 42     | 12     | 11     | 19     | 28,57      | 12º                       |
| 2005-2006                   | Bellaria Igea Marina        | C2                          | 28         | 10         | 10         | 8          | CI-C            | 8               | 4               | 2               | 2               | -                  | -                  | -                  | -                  | -                  | -           | -           | -           | -           | -           | 36     | 14     | 12     | 10     | 38,89      | Eson., Sub., 9º           |
| Totale Bellaria Igea Marina | Totale Bellaria Igea Marina | Totale Bellaria Igea Marina | 96         | 40         | 26         | 30         |                 | 12              | 4               | 4               | 4               |                    |                    |                    |                    |                    |             |             |             |             |             | 108    | 44     | 30     | 34     | 40,74      |                           |
| feb. 2006-2007              | Triestina                   | B                           | 18         | 4          | 7          | 7          | CI              | -               | -               | -               | -               | -                  | -                  | -                  | -                  | -                  | -           | -           | -           | -           | -           | 18     | 4      | 7      | 7      | 22,22      | Sub., 17º                 |
| 2007-2008                   | Ravenna                     | B                           | 12         | 4          | 2          | 6          | CI              | -               | -               | -               | -               | -                  | -                  | -                  | -                  | -                  | -           | -           | -           | -           | -           | 12     | 4      | 2      | 6      | 33,33      | Eson., Sub., 20º, (retr.) |
| lug.-ott. 2008              | San Marino                  | 2D                          | 9          | 1          | 3          | 5          | CI-LP           | 4               | 1               | 2               | 1               | -                  | -                  | -                  | -                  | -                  | -           | -           | -           | -           | -           | 13     | 2      | 5      | 6      | 15,38      | Eson.                     |
| Totale carriera             | Totale carriera             | Totale carriera             | 595        | 183        | 219        | 193        |                 | 78              | 27              | 28              | 23              |                    |                    |                    |                    |                    |             |             |             |             |             | 673    | 210    | 247    | 216    | 31,20      |                           |

#### Nazionale
| Squadra    | Naz                   | da             | a                | Record | Record | Record | Record | Record | Record | Record | Record     |
| Squadra    | Naz                   | da             | a                | G      | V      | N      | P      | GF     | GS     | DR     | Vittorie % |
| ---------- | --------------------- | -------------- | ---------------- | ------ | ------ | ------ | ------ | ------ | ------ | ------ | ---------- |
| San Marino | San Marino (bandiera) | 14 maggio 2018 | 15 novembre 2021 | 34     | 0      | 2      | 32     | 3      | 134    | −131   | &0,00      |

#### Nazionale nel dettaglio
Statistiche aggiornate al 15 novembre 2021.
| 2018              | San Marino        | UEFA Nations League | 4º nel gruppo 2   | 6  | 0 | 0 | 6  | &0,00 | 0 | 16  | -16  |
| 2019              | San Marino        | Qual. Euro 2020     | 6º nel gruppo I   | 10 | 0 | 0 | 10 | &0,00 | 1 | 51  | -50  |
| 2020              | San Marino        | UEFA Nations League | 3º nel gruppo 2   | 4  | 0 | 2 | 2  | &0,00 | 0 | 3   | -3   |
| 2021              | San Marino        | Qual. Mondiale 2022 | 6º nel gruppo I   | 10 | 0 | 0 | 10 | &0,00 | 1 | 46  | -45  |
| Dal 2018 al 2021  | San Marino        | Amichevoli          |                   | 4  | 0 | 0 | 4  | &0,00 | 1 | 18  | -17  |
| Totale San Marino | Totale San Marino | Totale San Marino   | Totale San Marino | 34 | 0 | 2 | 32 | 0,00  | 3 | 134 | -131 |

#### Panchine da commissario tecnico della nazionale sammarinese
| Cronologia completa delle presenze e delle reti in nazionale ― San Marino | Cronologia completa delle presenze e delle reti in nazionale ― San Marino | Cronologia completa delle presenze e delle reti in nazionale ― San Marino | Cronologia completa delle presenze e delle reti in nazionale ― San Marino | Cronologia completa delle presenze e delle reti in nazionale ― San Marino | Cronologia completa delle presenze e delle reti in nazionale ― San Marino | Cronologia completa delle presenze e delle reti in nazionale ― San Marino | Cronologia completa delle presenze e delle reti in nazionale ― San Marino |
| Data                                                                      | Città                                                                     | In casa                                                                   | Risultato                                                                 | Ospiti                                                                    | Competizione                                                              | Reti                                                                      | Note                                                                      |
| ------------------------------------------------------------------------- | ------------------------------------------------------------------------- | ------------------------------------------------------------------------- | ------------------------------------------------------------------------- | ------------------------------------------------------------------------- | ------------------------------------------------------------------------- | ------------------------------------------------------------------------- | ------------------------------------------------------------------------- |
| 8-9-2018                                                                  | Minsk                                                                     | Bielorussia                                                               | 5 – 0                                                                     | San Marino                                                                | UEFA Nations League 2018-2019 - Lega D                                    | -                                                                         | Cap: D.Simoncini                                                          |
| 11-9-2018                                                                 | Serravalle                                                                | San Marino                                                                | 0 – 3                                                                     | Lussemburgo                                                               | UEFA Nations League 2018-2019 - Lega D                                    | -                                                                         | Cap: D.Simoncini                                                          |
| 12-10-2018                                                                | Chișinău                                                                  | Moldavia                                                                  | 2 – 0                                                                     | San Marino                                                                | UEFA Nations League 2018-2019 - Lega D                                    | -                                                                         | Cap: M.Vitaioli                                                           |
| 15-10-2018                                                                | Lussemburgo                                                               | Lussemburgo                                                               | 3 – 0                                                                     | San Marino                                                                | UEFA Nations League 2018-2019 - Lega D                                    | -                                                                         | Cap: D.Simoncini                                                          |
| 15-11-2018                                                                | Serravalle                                                                | San Marino                                                                | 0 – 1                                                                     | Moldavia                                                                  | UEFA Nations League 2018-2019 - Lega D                                    | -                                                                         | Cap: D.Simoncini                                                          |
| 18-11-2018                                                                | Serravalle                                                                | San Marino                                                                | 0 – 2                                                                     | Bielorussia                                                               | UEFA Nations League 2018-2019 - Lega D                                    | -                                                                         | Cap: D.Simoncini                                                          |
| 21-3-2019                                                                 | Nicosia                                                                   | Cipro                                                                     | 5 – 0                                                                     | San Marino                                                                | Qual. Euro 2020                                                           | -                                                                         | Cap: D.Simoncini                                                          |
| 24-3-2019                                                                 | Serravalle                                                                | San Marino                                                                | 0 – 2                                                                     | Scozia                                                                    | Qual. Euro 2020                                                           | -                                                                         | Cap: D.Simoncini                                                          |
| 8-6-2019                                                                  | Saransk                                                                   | Russia                                                                    | 9 – 0                                                                     | San Marino                                                                | Qual. Euro 2020                                                           | -                                                                         | Cap: M.Vitaioli                                                           |
| 11-6-2019                                                                 | Astana                                                                    | Kazakistan                                                                | 4 – 0                                                                     | San Marino                                                                | Qual. Euro 2020                                                           | -                                                                         | Cap: M.Vitaioli                                                           |
| 6-9-2019                                                                  | Serravalle                                                                | San Marino                                                                | 0 – 4                                                                     | Belgio                                                                    | Qual. Euro 2020                                                           | -                                                                         | Cap: D.Simoncini                                                          |
| 9-9-2019                                                                  | Serravalle                                                                | San Marino                                                                | 0 – 4                                                                     | Cipro                                                                     | Qual. Euro 2020                                                           | -                                                                         | Cap: D.Simoncini                                                          |
| 10-10-2019                                                                | Bruxelles                                                                 | Belgio                                                                    | 9 – 0                                                                     | San Marino                                                                | Qual. Euro 2020                                                           | -                                                                         | Cap: D.Simoncini                                                          |
| 13-10-2019                                                                | Glasgow                                                                   | Scozia                                                                    | 6 – 0                                                                     | San Marino                                                                | Qual. Euro 2020                                                           | -                                                                         | Cap: A.Gasperoni                                                          |
| 16-11-2019                                                                | Serravalle                                                                | San Marino                                                                | 1 – 3                                                                     | Kazakistan                                                                | Qual. Euro 2020                                                           | Filippo Berardi                                                           | Cap: D.Simoncini                                                          |
| 19-11-2019                                                                | Serravalle                                                                | San Marino                                                                | 0 – 5                                                                     | Russia                                                                    | Qual. Euro 2020                                                           | -                                                                         | Cap: D.Simoncini                                                          |
| 5-9-2020                                                                  | Gibilterra                                                                | Gibilterra                                                                | 1 – 0                                                                     | San Marino                                                                | UEFA Nations League 2020-2021 - Lega D                                    | -                                                                         | Cap: D.Simoncini                                                          |
| 8-9-2020                                                                  | Rimini                                                                    | San Marino                                                                | 0 – 2                                                                     | Liechtenstein                                                             | UEFA Nations League 2020-2021 - Lega D                                    | -                                                                         | Cap: D.Simoncini                                                          |
| 7-10-2020                                                                 | Lubiana                                                                   | Slovenia                                                                  | 4 – 0                                                                     | San Marino                                                                | Amichevole                                                                | -                                                                         | Cap: M.Vitaioli                                                           |
| 13-10-2020                                                                | Vaduz                                                                     | Liechtenstein                                                             | 0 – 0                                                                     | San Marino                                                                | UEFA Nations League 2020-2021 - Lega D                                    | -                                                                         | Cap: M.Palazzi                                                            |
| 11-11-2020                                                                | Serravalle                                                                | San Marino                                                                | 0 – 3                                                                     | Lettonia                                                                  | Amichevole                                                                | -                                                                         | Cap: D.Simoncini                                                          |
| 14-11-2020                                                                | Serravalle                                                                | San Marino                                                                | 0 – 0                                                                     | Gibilterra                                                                | UEFA Nations League 2020-2021 - Lega D                                    | -                                                                         | Cap: D.Simoncini                                                          |
| 25-3-2021                                                                 | Londra                                                                    | Inghilterra                                                               | 5 – 0                                                                     | San Marino                                                                | Qual. Mondiali 2022                                                       | -                                                                         | Cap: M.Palazzi                                                            |
| 28-3-2021                                                                 | Serravalle                                                                | San Marino                                                                | 0 – 3                                                                     | Ungheria                                                                  | Qual. Mondiali 2022                                                       | -                                                                         | Cap: M.Palazzi                                                            |
| 31-3-2021                                                                 | Serravalle                                                                | San Marino                                                                | 0 – 2                                                                     | Albania                                                                   | Qual. Mondiali 2022                                                       | -                                                                         | Cap: D.Simoncini                                                          |
| 28-5-2021                                                                 | Cagliari                                                                  | Italia                                                                    | 7 – 0                                                                     | San Marino                                                                | Amichevole                                                                | -                                                                         | Cap: M.Palazzi                                                            |
| 1-6-2021                                                                  | Pristina                                                                  | Kosovo                                                                    | 4 – 1                                                                     | San Marino                                                                | Amichevole                                                                | David Tomassini                                                           | Cap: M.Vitaioli                                                           |
| 2-9-2021                                                                  | Andorra la Vella                                                          | Andorra                                                                   | 2 – 0                                                                     | San Marino                                                                | Qual. Mondiali 2022                                                       | -                                                                         | Cap: M.Palazzi                                                            |
| 5-9-2021                                                                  | Serravalle                                                                | San Marino                                                                | 1 – 7                                                                     | Polonia                                                                   | Qual. Mondiali 2022                                                       | Nicola Nanni                                                              | Cap: M.Vitaioli                                                           |
| 8-9-2021                                                                  | Elbasan                                                                   | Albania                                                                   | 5 – 0                                                                     | San Marino                                                                | Qual. Mondiali 2022                                                       | -                                                                         | Cap: M.Palazzi                                                            |
| 9-10-2021                                                                 | Varsavia                                                                  | Polonia                                                                   | 5 – 0                                                                     | San Marino                                                                | Qual. Mondiali 2022                                                       | -                                                                         | Cap: D.Simoncini                                                          |
| 12-10-2021                                                                | Serravalle                                                                | San Marino                                                                | 0 – 3                                                                     | Andorra                                                                   | Qual. Mondiali 2022                                                       | -                                                                         | Cap: D.Simoncini                                                          |
| 12-11-2021                                                                | Budapest                                                                  | Ungheria                                                                  | 4 – 0                                                                     | San Marino                                                                | Qual. Mondiali 2022                                                       | -                                                                         | Cap: M.Battistini                                                         |
| 15-11-2021                                                                | Serravalle                                                                | San Marino                                                                | 0 – 10                                                                    | Inghilterra                                                               | Qual. Mondiali 2022                                                       | -                                                                         | Cap: M.Battistini                                                         |
| Totale                                                                    |                                                                           | Presenze                                                                  | 34                                                                        |                                                                           | Reti                                                                      | 3                                                                         |                                                                           |

## Palmarès

### Allenatore

#### Competizioni nazionali
- Serie C2: 1

Padova: 2000-2001